# Коридон (Айова)
Коридон (англ. Corydon) — місто (англ. city) в США, в окрузі Вейн штату Айова. Населення — 1526 осіб (2020).

## Географія
Коридон розташований за координатами 40°45′27″ пн. ш. 93°19′3″ зх. д. / 40.75750° пн. ш. 93.31750° зх. д. (40.757426, -93.317451).  За даними Бюро перепису населення США в 2010 році місто мало площу 3,61 км², уся площа — суходіл.

## Демографія
Згідно з переписом 2010 року, у місті мешкало 1585 осіб у 680 домогосподарствах у складі 411 родини. Густота населення становила 439 осіб/км².  Було 785 помешкань (218/км²).
Расовий склад населення:
| - 99,0 % — білих - 0,2 % — корінних американців - 0,1 % — чорних або афроамериканців - 0,1 % — азіатів |

До двох чи більше рас належало 0,5 %. Частка іспаномовних становила 0,4 % від усіх жителів.
За віковим діапазоном населення розподілялося таким чином: 20,6 % — особи молодші 18 років, 51,7 % — особи у віці 18—64 років, 27,7 % — особи у віці 65 років та старші. Медіана віку мешканця становила 46,7 року. На 100 осіб жіночої статі у місті припадало 84,9 чоловіків;  на 100 жінок у віці від 18 років та старших — 82,2 чоловіків також старших 18 років.
Середній дохід на одне домашнє господарство  становив 58 878 доларів США (медіана — 43 646), а середній дохід на одну сім'ю — 79 470 доларів (медіана — 68 125). Медіана доходів становила 42 778 доларів для чоловіків та 32 361 долар для жінок. За межею бідності перебувало 14,3 % осіб, у тому числі 18,7 % дітей у віці до 18 років та 13,9 % осіб у віці 65 років та старших.
Цивільне працевлаштоване населення становило 634 особи. Основні галузі зайнятості: освіта, охорона здоров'я та соціальна допомога — 32,0 %, виробництво — 16,6 %, роздрібна торгівля — 11,5 %, будівництво — 6,9 %.